# Língua wanda
Wanda (ou Vanda) faz parte das Línguas bantas, em uso na Tanzânia.